# Giải quần vợt Pháp Mở rộng 1968
Giải quần vợt Pháp Mở rộng 1968 là giải đấu quần vợt diễn ra sân đất nện ngoài trời tại Stade Roland Garros ở Paris, Pháp từ 27 tháng 5 đến ngày 9 tháng 6 năm 1968. Nó là lần thứ 67 tổ chức Giải quần vợt Pháp Mở rộng, và là làn thứ 38 mở rộng cho các tay vợt nước ngoài, và là giải Grand Slam thứ 2 trong năm. Đây cũng là Grand Slam đầu tiên cho phép các cầu thủ chuyên nghiệp, giải thưởng nói trên đã đánh dấu sự khởi đầu của kỷ nguyên mở cho môn quần vợt, kéo dài đến ngày nay.

## Chuyên nghiệp

### Đơn nam
Ken Rosewall thắng  Rod Laver 6–3, 6–1, 2–6, 6–2
- Đây là danh hiệu Grand Slam thứ năm của Rosewall và là danh hiệu Pháp Mở rộng thứ 2.

### Đơn nữ
Nancy Richey thắng  Ann Haydon-Jones 5–7, 6–4, 6–1
- Đây là danh hiệu Grand Slam thứ 2 và cũng là cuối cùng trong sự nghiệp và đó là danh hiệu Pháp Mở rộng duy nhất cô có.

### Đôi nam
Ken Rosewall /  Fred Stolle thắng  Roy Emerson /  Rod Laver 6–3, 6–4, 6–3
- Đây là danh hiệu Grand Slam đôi thứ 12 của Rosewall trong sự nghiệp và là Pháp Mở rộng đôi thứ 4. Nó là danh hiệu Grand Slam thứ 14 trong sự nghiệp của Stolle và danh hiệu Pháp Mở rộng thứ ba và cũng là cuối cùng của anh.

### Đôi nữ
Françoise Dürr /  Ann Haydon-Jones thắng  Rosemary Casals /  Billie Jean King 7–5, 4–6, 6–4
- Đây là Grand Slam thứ ba của Dürr trong sự nghiệp và cũng là danh hiệu Pháp Mở rộng thứ 3. Nó đã là danh hiệu Grand Slam thứ tư của sự nghiệp Haydon-Jones và là danh hiệu Pháp Mở rộng thứ 4.

### Đôi hỗn hợp
Françoise Dürr /  Jean-Claude Barclay thắng  Billie Jean King /  Owen Davidson 6–1, 6–4